# Seznam angleških filozofov
Seznam angleških filozofov.

## A
- Adelard iz Batha
- Aleksander iz Halesa [Alexander of Hales, Doctor Irrefragabilis]
- Aleksander iz Neckhama [Alexander Neckam]
- Alkuin
- Robert Alyngton
- Elizabeth Anscombe
- Anzelm iz Canterburyja
- Roger Ascham (1515 - 1568)
- Mary Astell
- John Austin (filozof prava)
- John Langshaw Austin
- Alfred Ayer

## B
- Charles Babbage
- Francis Bacon
- Roger Bacon [Doctor Mirabilis]
- Gordon Park Baker (amer.-angl.)
- Jonathan Barnes
- Chris Bateman
- Gregory Bateson
- Thomas Bayes
- Beda Častitljivi
- Jonathan Bennett
- Jeremy Bentham
- Richard Bentley
- Isaiah Berlin
- John Desmond Bernal (irsko-angl.)
- Max Black
- Simon Blackburn
- William Blake
- David Bohm (amer. rodu)
- George Boole
- Bernard Bosanquet
- Robert Boyle
- Francis Herbert Bradley
- Thomas Bradwardine [Doctor Profundis]
- Richard Brinkley (14. stol)
- Charlie Dunbar Broad
- Walter Burley
- Sir Richard Francis Burton
- Joseph Butler

## C
- Margaret Cavendish
- Houston Stewart Chamberlain
- Geoffrey Chaucer
- Gilbert Keith Chesterton (G. K. Chesterton)
- Samuel Clarke
- Catharine Cockburn
- Jonas Cohn (nemško-angleški)
- Samuel Taylor Coleridge
- John Colet
- Arthur Collier
- Anthony Collins
- Anne Conway, vikontesa Conway
- Richard Crashaw
- Simon Critchley
- Ralph Cudworth

## D
- John Dalton
- Charles Darwin
- John Theophilus Desaguliers
- Isaac Deutscher
- Herbert Dingle (1890-1978) filozof znanosti
- Maurice Herbert Dobb
- Charles Lutwidge Dodgson - Lewis Carroll
- John Donne
- Michael Dummett

## E
- Terry Eagleton (1943)
- Mary Ann Evans - George Eliot
- Gareth Evans (1946-1980)

## F
- Anthony Flew
- Philippa Foot

## G
- Peter Geach (1916-2013)
- William Gilbert
- Joseph Glanvill
- Sacha Golob (?)
- Reuben Louis Goodstein (1912 - 1985)
- William Godwin
- Anthony Clifford Grayling
- Thomas Hill Green
- Paul Grice
- William Grocyn
- Robert Grosseteste
- George Grote

## H
- Susan Haack
- Richard Burdon Haldane
- Sir William Hamilton
- Stuart Hampshire
- Henry Harclay
- James Harrington
- Richard Mervyn Hare (R. M. Hare)
- David Hartley
- (Friedrich Hayek)
- William Hazlitt
- George Herbert
- Thomas Hill Green
- Thomas Hobbes
- Robert Holcot [Doctor firmus et indefatigabilis]
- Robert Hooke
- Paul Horwich (britansko-amer.)
- Thomas Henry Huxley

## J
- Janez Salisburški [John of Salisbury]
- Janez Peckham [John Peckham]
- William Stanley Jevons
- Samuel Johnson

## K
- John Keane (avstralsko-angl. politični teoretik)
- John Maynard Keynes
- Richard Kilvington
- Robert Kilwardby (13. stol.)

## L
- Ernesto Laclau (argentinsko-angl.)
- Stephen Law
- George Henry Lewes
- Thomas Linacre
- John Locke
- Ada Lovelace

## M
- Bryan (Edgar) Magee (1930-2019)
- Thomas Malthus
- Bernard Mandeville
- Karl Mannheim
- Henry Longueville Mansel
- Adam Marsh, 13. stol
- Harriet Martineau
- Christopher Marlowe
- Damaris Masham
- John McDowell (južnoafriško-britansko-ameriški)
- Mary Midgley (1919-2018)
- John Milbank
- John Stuart Mill
- John Milton
- George Edward Moore
- Henry More
- Thomas More
- Timothy Morton
- Iris Murdoch

## N
- John Henry Newman
- Isaac Newton
- Reynold Alleyne Nicholson
- Sister Nivedita [Margaret Noble], (1867 - 1911)
- John Norris

## O
- William Ockham
- George Orwell
- Robert Owen

## P
- Thomas Paine
- William Paley
- Roger Penrose
- William Penbygull
- Alexander Pope
- Karl Raimund Popper
- Joseph Priestley

## R
- Sir Walter Raleigh
- Frank Pulmpton Ramsey
- Rush Rhees
- David Ricardo
- Rihard iz Campsalla (~1285-1350~)
- Gillian Rose (1947-1995)
- Rihard Ruf iz Cornwalla [Richard Rufus of Cornwall, Magister Abstractionum]
- John Ruskin
- Bertrand Russell
- Peter Russell
- Gilbert Ryle

## S
- Roger Scruton (1944-2020)
- Percy Bysshe Shelley
- Shaftesbury, 3. grof
- William Shakespeare
- Henry Sidgwick
- Sir Philip Sidney
- Simon iz Favershama [Simon of Faversham]
- Herbert Spencer
- Peter Frederick Strawson
- Jonathan Swift
- Richard Swinburne
- Richard Swineshead [The Calculator]

## T
- Harriet Taylor
- Samuel Taylor Coleridge
- Matthew Tindal
- Arnold Toynbee
- Alan Turing

## V
- John Venn
- Vilijem iz Ockhama [William of Ockham, Doctor Invincibilis]
- Vilijem iz Sherwooda

## W
- James Ward
- Alan Watts
- Richard Whately
- William Whewell
- Benjamin Whichcote
- Alfred North Whitehead
- John Wilkins
- Bernard Williams
- William Wollaston
- Richard Wollheim
- Mary Wollstonecraft
- Crispin Wright
- Thomas Wright
- John Wycliffe